# Copa Campeones de América
La Copa Campeones de América es un partido torneo amistoso de fútbol de pretemporada, que se ha realizado en localidades de Miami en los meses de enero y julio. El certamen, de carácter internacional, es organizado por la firma Onside Entertainment. Sus derechos de transmisión han sido, en ocasiones, tomados por Fox Sports Latinoamérica.

## Sistema de competición
El sistema de competición es a partido único en cancha neutral en caso de empate el trofeo se define por penales.

## Campeonatos

### 2015
En el evento de este año, celebrado en el Estadio Riccardo Silva de la Florida, con la participación de Atlético Nacional de Colombia (campeón del Torneo Apertura 2014 y finalista de la Copa Sudamericana 2014) y el San Lorenzo de Argentina, campeón de la Copa Libertadores 2014; a su vez fue una revancha de la final de la primera Copa Sudamericana disputada por ambos en 2002
El partido terminó 2-0 en favor del "Ciclón" que se llevó así la primera edición del certamen.
| Copa Campeones de América 2015; 17 de enero de 2015, 21:00 | San Lorenzo                   | 2:0 (2:0) | Atlético Nacional | FIU Stadium, Miami, Florida (Estados Unidos) |  |
|                                                            | Cauteruccio 2' · Kalinski 32' | Reporte   |                   |                                              |  |

| Bandera de Argentina            |
| Campeón San Lorenzo 1.er título |

### 2016
La segunda edición del certamen, se disputó en el Estadio Lockhart de Fort Lauderdale (Florida), con la participación del América de Cali y el River Plate, campeón de la Copa Libertadores 2015; a su vez fue una revancha de los históricos encuentros disputados por ambos clubes en la Copa Libertadores donde disputaron dos finales (1986 y 1996).
El partido terminó 3-1 en favor de "Los Diablos Rojos" que se llevaron así el trofeo, sin embargo solo se jugó hasta el minuto 80 debido a la celebración con bengalas por parte de los hinchas escarlatas.
| Copa Campeones de América 2016; 9 de julio de 2016, 17:00                             | River Plate | 1:3 (0:0) | América de Cali                     | Estadio Lockhart, Fort Lauderdale, Florida (Estados Unidos) |  |
|                                                                                       | Vega 64'    | Reporte   | 48' Angulo · 58' Farías · 80' Borja |                                                             |  |
| Suspendido al minuto 80 por las bengalas lanzadas por los hinchas del América de Cali |             |           |                                     |                                                             |  |

| Bandera de Colombia                 |
| Campeón América de Cali 1.er título |

### 2018
La tercera edición del certamen, se disputó en el Central Broward Stadium de Lauderhill (Florida), con la intervención de Independiente Santa Fe y el River Plate, al igual que las ediciones previas constituyó una "Revancha Extraoficial" esta vez de la Recopa Sudamericana 2016, el duelo se saldaría 1-2 en favor del cuadro Colombiano.
| Copa Campeones de América 2018; 14 de enero de 2018, 13:30 | River Plate | 1:2 (0:2) | Independiente Santa Fe  | Central Broward Stadium, Lauderhill, Florida (Estados Unidos) |  |
|                                                            | Scocco 73'  | Reporte   | Tesillo 15' · Pajoy 31' |                                                               |  |

| Bandera de Colombia          |
| Campeón Santa Fe 1.er título |

## Palmarés

### Títulos por clubes
| Equipo            | Años campeón | Años subcampeón  |
| ----------------- | ------------ | ---------------- |
| San Lorenzo       | 1 (2015)     | 0                |
| América de Cali   | 1 (2016)     | 0                |
| Santa Fe          | 1 (2018)     | 0                |
| Atlético Nacional | 0            | 1 (2015)         |
| River Plate       | 0            | 2 (2016), (2018) |

### Títulos por países
| País      | Años campeón     | Años subcampeón  |
| --------- | ---------------- | ---------------- |
| Colombia  | 2 (2016), (2018) | 1 (2015)         |
| Argentina | 1 (2015)         | 2 (2016), (2018) |

## Tabla histórica
| Equipo            | PTOS | PJ | PG | PE | PP | GF | GC | DG |
| ----------------- | ---- | -- | -- | -- | -- | -- | -- | -- |
| América de Cali   | 3    | 1  | 1  | 0  | 0  | 3  | 1  | 2  |
| San Lorenzo       | 3    | 1  | 1  | 0  | 0  | 2  | 0  | 2  |
| Santa Fe          | 3    | 1  | 1  | 0  | 0  | 2  | 1  | 1  |
| Atlético Nacional | 0    | 1  | 0  | 0  | 1  | 0  | 2  | –2 |
| River Plate       | 0    | 2  | 0  | 0  | 2  | 2  | 5  | –3 |